# Maria Szurek-Wisti
Maria Szurek-Wisti (1914-1980), enseignante spécialiste de langue et littérature polonaise, a fait sa carrière à l'Institut national des langues et civilisations orientales où elle a été successivement répétitrice, assistante, maître-assistante et professeur.

## Biographie
Née le 24 décembre 1914 à Cracovie (Pologne autrichienne), elle a publié à Cracovie en 1937 un livre sur les traductions sous le titre Miriam le traducteur, monographie traitant des traductions poétiques de différentes littératures. Dans les revues littéraires polonaises, elle a aussi publié avant la guerre des essais sur l'influence d'écrivains français sur la littérature polonaise (Baudelaire, Verlaine, Rimbaud). Sous l'impulsion de son mari d'alors, le slaviste Folmer Wisti (1908-2000), un institut danois a été officiellement fondé à Varsovie en 1937.
Arrivée à Paris en février 1940, dans le dessein d'y poursuivre ses études - une thèse sur le roman historique contemporain -, elle s'engage dans l'Association des femmes diplômées de l'université (AFDU) qui délivre aide matérielle et soutien aux réfugiées. Nommée lectrice de polonais à l'université de Montpellier en décembre 1940, elle y enseignera jusqu'à la suppression de ce poste en juin 1942. Arrêtée le 2 mars 1944 par la Gestapo avec tout le bureau grenoblois de la Croix-Rouge polonaise, elle est transportée à Romainville et ensuite déportée à Ravensbrück le 18 avril. Elle s'évade du camp de Ravensbrück le 7 mars 1945. « La voix des femmes doit être mieux entendue et respectée qu'avant pour que tous les sacrifices et toutes les souffrances ne soient pas vains et pour que l'avenir soit plus juste et plus humain » (lettre à Marie-Louise Puech du 12 juin 1944).
Maria Szurek-Wisti décide alors de rester en France et accepte un poste de professeur au lycée polonais de Houilles en janvier 1946. Elle entre à l'École des langues orientales en 1952 et y reste jusqu'à sa retraite, qui précède sa disparition le 8 août 1980  de quelques semaines : elle y forme des générations entières d'étudiants.
Son dynamisme, son humour et son énergie ont fait beaucoup pour la diffusion des études polonaises en France.

Madame WISTI née SZUREK est inhumée, depuis le 18  août 1980, dans la concession référencée 371 TR 1980. La concession est située division 98, ligne 5, tombe 19 du cimetière parisien de Thiais (cf. Plan du Cimetière).

## Distinctions[1]
- chevalier de la Légion d’honneur,
- médaille militaire,
- croix de guerre,
- croix du combattant volontaire de la Résistance,
- médaille des déportés,
- médaille des évadés.